# Rhytiphora obliqua
Rhytiphora obliqua là một loài bọ cánh cứng trong họ Cerambycidae.